# 豐原 (大字)
豐原，原稱為葫蘆墩，是臺灣臺中市豐原區的一個傳統地域名稱，也是全區核心聚落所在地，位於該區中部偏西。相較於今日行政區，其範圍大致包括豐原里、頂街里、豐榮里、下街里、豐西里、西安里、西勢里、東勢里、民生里、葫蘆里、富春里、中山里北大半部。

## 歷史
台灣清治末期，豐原地區為一街庄，稱為「葫蘆墩街」，隸屬於捒東上堡。該街北與圳藔庄、大湳庄為鄰，東與翁仔社庄、下南坑庄為鄰，南邊為烏牛欄庄、車路墘庄，西邊為社皮庄。
1901年（日明治三十四年）11月，全台廢縣廳改設二十廳，該街隸屬於臺中廳。1903年（明治三十六年）6月，該街編入「葫蘆墩區」，仍隸屬於臺中廳。1909年（明治四十二年）10月，全台二十廳合併為十二廳，葫蘆墩區隸屬不變。1920年（大正九年），全台地方制度大改正，該街改制並改名為「豐原」大字，隸屬於臺中州豐原郡豐原街。
戰後豐原街改制為豐原鎮，隸屬於臺中縣，大字亦改制為里。1950年10月，中、彰、投分治，豐原鎮隸屬不變。1976年，豐原鎮因人口超過十萬人而改制為縣轄豐原市。2010年12月，隨著臺中縣、市合併為直轄臺中市，豐原市改制為豐原區。

## 聚落
本地區發展較早的聚落有葫蘆墩、東勢、西勢等，在日治期初期的官方地圖上已有記載。

## 交通
台鐵山線大致以北北東－南南西走向轉東北—西南走向經過豐原地區東部邊界地帶。境內東北部設有豐原車站，屬一等站，停靠大部分的普悠瑪號、自強號列車及其餘各級全部列車。由此可前往台鐵沿線各站。
省道台3線（豐勢路一段、圓環東路、中山路）俗稱「內山公路」，是臺北至屏東的幹道，大致以東南—西北走向由本地區東北側到達邊界外不遠處，再以東側外環道方式繞過本地區，至本地區西南側邊界外緣轉東北—西南走向離去。由該道路向東北可前往石岡、東勢、卓蘭、大湖等地，向西南可前往潭子、北屯、台中市區、大里等地。
省道台10線（中正路）是臺中港至豐原的幹道，其東側端點位於本地區西部近邊界處的省道台13線路口。由此向西南西可前往神岡東南部、大雅、沙鹿、清水並止於省道台17線路口。
省道台13線（圓環南路）是香山內湖至豐原的幹道，當中尖山至豐原路段俗稱「尖豐公路」，其南側端點位於本地區西南側邊界外緣的省道台3線轉角路口。由此向西北立即進入本地區西部，繞大彎轉北北西經省道台10線路口後不遠處出境並繞大彎轉東北再轉北北西再轉北偏東可繞過豐原市中心前往后里、三義、銅鑼、苗栗等地。

## 學校
- 豐原高商
- 豐原國小
- 富春國小
- 瑞穗國小